# Distoleon somalicus
Distoleon somalicus är en insektsart som först beskrevs av Luisa Eugenia Navas 1935.  Distoleon somalicus ingår i släktet Distoleon och familjen myrlejonsländor. Inga underarter finns listade i Catalogue of Life.